# Frans Willem Hartsuijker

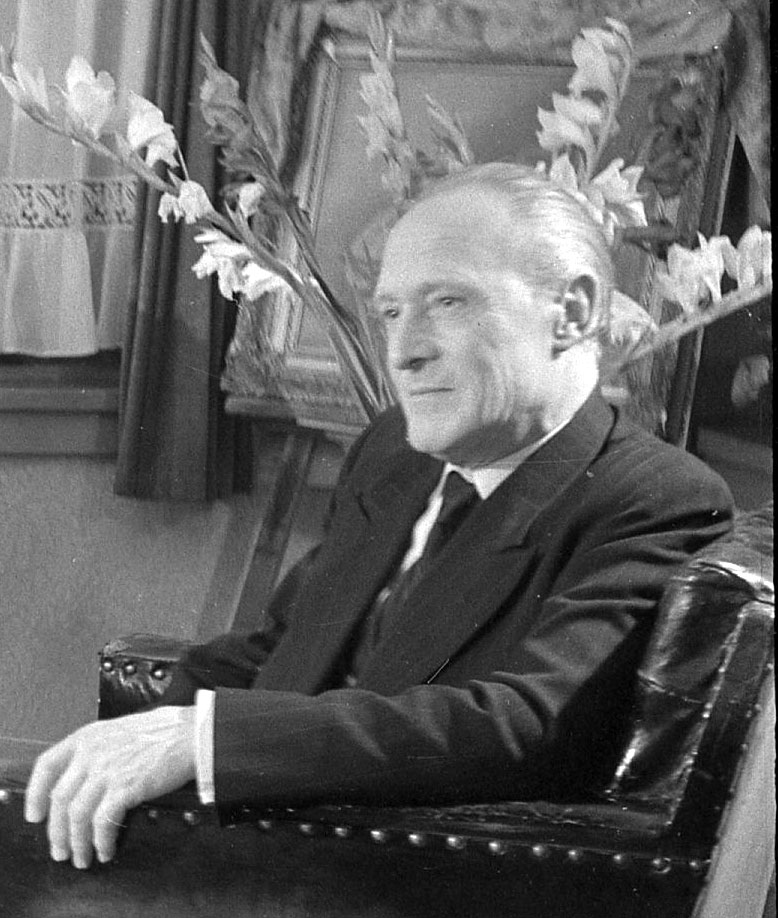
Frans Willem Hartsuijker, thuis in Utrecht, rond 1965

F.W. Hartsuijker - Vaas met herfstbloemen

Frans Willem Hartsuijker (Amsterdam, 4 juni 1894 - Utrecht, 28 september 1991) was een Nederlands kunstschilder en pastellist. Zijn naam wordt, formeel onjuist, ook vermeld als Frederik Willem of Fred Hartsuyker. Als geboortejaar wordt soms foutief genoemd '1896'.

## Leven
Hartsuijker was een zoon van Hendrik Hartsuijker en Wilhelmina Geertruida Alida van der Vegte. Hij trouwde op 12 september 1917 te Amsterdam met Elisabeth Voskuijl, die stierf op 27 december 1927 tijdens de geboorte van hun vierde kind. Hartsuijker hertrouwde op 12 september 1929 te Utrecht met Maria Hendrika van der Linden, die overleed op 16 september 1976. Hartsuijker zelf stierf op 28 september 1991, 97 jaar oud, en werd begraven op Begraafplaats Daelwijck te Utrecht. Het graf is inmiddels geruimd.
In 1928 verhuist Frans met zijn drie kinderen van Amsterdam naar Zuilen, bij Utrecht, toen nog een zelfstandige gemeente. Zijn ouders waren hem in 1916 al voorgegaan, waarschijnlijk vanwege de verhuizing van Werkspoor van Amsterdam naar Utrecht. Kennelijk had hij moeite een passende woonruimte te vinden, want in korte tijd verhuist hij diverse malen. In 1934 belandt hij uiteindelijk op de Burgemeester Van Tuyllkade 6. In 1955 verhuist hij naar de Sweder van Zuylenweg 12bis. Uiteindelijk vindt hij in 1965 zijn stek op de Burgemeester Van Tuyllkade 4, een hoekwoning op de eerste verdieping met een zolder erboven. Het is vooral deze woning die mensen zich nog herinneren, een pot penselen voor één van de ramen op de eerste verdieping als kenmerk.
Frans was een levendige man die graag praatte. In de jaren 1977/1978 werd hij uitgenodigd in het radioprogramma Rozegeur en Prikkeldraad van de NCRV/Rik Felderhof, en ook was hij te gast in het televisieprogramma Voor de Vuist Weg van Willem Duys.
Frans was autodidact. Hij heeft alleen 's avonds, na zijn werk als rijtuigschilder bij Werkspoor, een tekenschool bezocht.
In het Stadsblad van 24 augustus 2011 blijkt Zuilen zijn illustere inwoner nog niet vergeten te zijn. Hij wordt een van de drie bekende voormalige inwoners van de Van Tuyllkade te Zuilen genoemd.
Het lijkt erop dat hij binnen zijn familie (oom) Frans werd genoemd, maar dat hij zich vaak voorstelde als Fred. Hij signeerde zijn werken meestal met F.W. Hartsuijker, maar F. Hartsuijker en FH komen ook voor. Dat hij geen puntjes op de y zette, betekent nog niet dat hij eigenlijk een y bedoelde. Echter, op de achterzijde van zijn schilderijen treffen we soms zijn stempel aan: F.W. Hartsuyker, kunstschilder. In een advertentie uit 1965 prijst hij zichzelf aan als: Fred Hartsuyker, kunst-portretschilder. Eén en ander heeft geleid tot enige verwarring in zijn naamgeving.

## Werken
Frans Hartsuijker schilderde landschappen, stads- en dorpsgezichten, stillevens, ten minste één kerkinterieur en portretten. Er bestaat nog geen overzicht van zijn oeuvre. Enkele van de werken die inmiddels bekend zijn: 
- De Weerbrug, op de grens van Breukeleveen en Muyeveld, pastel. Particuliere collectie.
- Gezicht op de Loosdrechtse Plassen, olieverf op canvas. Onder de titel 'View of Loosdrecht' in 2007 verkocht bij Glerum Auctioneers te Amsterdam.
- Portret van Willem Paul Plate (1902-1983) (ca. 1968), olieverf op doek. Plate was hoogleraar gynaecologie te Utrecht, Universiteitsmuseum (Utrecht)
- Slot Zuylen, gezicht vanaf de Slotlaan, olieverf. Particuliere collectie.
- Gezicht op het steegje de Rondpoort tussen Oudegracht en Twijnstraat te Utrecht.
- Kerkinterieur, pastel, Kathedraal van Chartres, Rijksdienst voor het Cultureel Erfgoed, Amersfoort. Ook vermeld door Pieter Scheen.
- Een boerderij aan de Fortlaan te Zuilen, 1933, zwart krijt. Gemeentearchief Utrecht.
- Huisje aan de Vecht te Zuilen, 1943, pastel. Particuliere collectie.
- Boerderijtje vermoedelijk in Drenthe. In bezit van H. M. B. Griffijn.
- Jerusalemsteeg Utrecht. Particuliere collectie
- Duizendschoon, olieverf op paneel (18,5 x 13,7cm), particuliere collectie
- Oud Maarsseveen, olieverf op doek, 1942, particulier bezit
- Zicht op Oud-Loosdrecht vanaf de plassen", olieverf op doek, 1945, particulier bezit
- Vaas met herfstboeket, olieverf op canvas, ca 1970, (100 x 81cm), particulier bezit.
- Kinderportret olieverf op paneel, ca 1980, (28 x 23 cm), particulier bezit